# Ýolöten
Ýolöten est une ville du Turkménistan située dans la province de Mary, dans le delta de la rivière Murghab, à 55 km de la capitale de la province, Mary.
Sa population était de 37 705 habitants en 2009.